# George Givot
George Givot (Omaha, 18 febbraio 1903 – Palm Springs, 7 giugno 1984) è stato un attore statunitense.
Iniziò la sua carriera di attore nel 1933 e smise nel 1959 apparendo in totale in poco più di 50 film.
Oltre ad attore, lavorò anche come doppiatore nel film Lilli e il vagabondo del 1955 in cui diede la voce a Tony.

## Filmografia parziale

### Cinema
- La grande festa (Hollywood Party), regia di Richard Boleslawski (1934)
- Scandalo al Grand Hotel (Thin Ice), regia di Sidney Lanfield (1937)
- Step Lively, Jeeves!, regia di Eugene Forde (1937)
- Avventura al Marocco (Road to Morocco), regia di David Butler (1942)
- Mademoiselle du Barry (Du Barry Was a Lady), regia di Roy Del Ruth (1943)
- Tragico oriente (Behind the Rising Sun), regia di Edward Dmytryk (1943)
- Riff-Raff - L'avventuriero di Panama (Riff Raff), regia di Ted Tetzlaff (1947)
- Il corsaro (Captain Pirate), regia di Ralph Murphy (1952)
- Aprile a Parigi (April in Paris), regia di David Butler (1952)
- Lilli e il vagabondo (Lady and the Tramp) (1955) - voce
- Non è peccato (Ain't Misbehavin'), regia di Edward Buzzell (1955)
- Il re del jazz (The Benny Goodman Story), regia di Valentine Davies (1956)
- Incontro sotto la pioggia (Miracle in the Rain), regia di Rudolph Maté (1956)
- La porta della Cina (China Gate), regia di Samuel Fuller (1957)

### Televisione
- Climax! – serie TV, episodio 1x10 (1954)
- Mickey Rooney Show (The Mickey Rooney Show) – serie TV, episodio 1x04 (1954)
- General Electric Theater – serie TV, episodio 3x25 (1955)
- Damon Runyon Theater – serie TV, episodio 1x05 (1955)
- Topper – serie TV, episodio 2x24 (1955)

## Doppiatori italiani
- Ignazio Balsamo in Lilli e il vagabondo (ed.1955) Currently no sources seem to confirm this[senza fonte]
- Franco Chillemi in Lilli e il vagabondo (ed.1997)